# Světový pohár v biatlonu 2022/2023 – Kontiolahti
1. podnik Světového poháru v biatlonu v sezóně 2022/2023 probíhal od 29. listopadu do 4. prosince 2022 ve finském Kontiolahti. Na programu podniku byly vytrvalostní závody, sprinty, stíhací závody a štafety mužů a žen.
V Kontiolahti se jezdí světový pohár v biatlonu každoročně. Naposledy se zde závodilo v březnu 2022.

## Program závodů
Oficiální program:
| Datum         | Disciplína                | Začátek (SEČ) | Počet závodníků |
| ------------- | ------------------------- | ------------- | --------------- |
| 29. listopadu | Vytrvalostní závod (muži) | 13:15         | 97              |
| 30. listopadu | Vytrvalostní závod (ženy) | 13:15         | 90              |
| 1. prosince   | Štafeta (muži)            | 11:00         | 20 týmů         |
| 1. prosince   | Štafeta (ženy)            | 13:35         | 17 týmů         |
| 3. prosince   | Sprint (muži)             | 10:45         | 100             |
| 3. prosince   | Sprint (ženy)             | 13:45         | 93              |
| 4. prosince   | Stíhací závod (muži)      | 12:15         | 59              |
| 4. prosince   | Stíhací závod (ženy)      | 14:15         | 60              |

## Průběh závodů
V Kontiolahti absentovaly poslední dvě vítězky celkového hodnocení světového poháru, Norky Tiril Eckhoffová a Marte Olsbuová Røiselandová. Eckohoffová na začátku listopadu oznámila, že z důvodu obtíží při rekonvalescenci z covidu-19, který prodělala na konci předcházejícího ročníku, nebyla schopna trénovat. Røiselandová pak týden před kontiolahtským podnikem oddálila svůj začátek ročníku, když uvedla, že její tělo není připraveno na závody. Jistotu startu naopak získali vítězové předcházejícího ročníku IBU Cupu Erlend Bjøntegaard z Norska a Lou Jeanmonnotová z Francie.
Čeští reprezentační trenéři nominovali do úvodní zastávky světového mezi muži Mikuláše Karlíka, Michala Krčmáře, Jonáše Marečka, Tomáše Mikysku a Jakuba Štvrteckého, mezi ženami Markétu Davidovou, Lucii Charvátovou, Jessicu Jislovou, Elišku Václavíkovou a Terezu Voborníkovou. Kromě závodníků, kteří měli svou nominaci jistou na základě umístění do 30. místa v předchozím ročníku světového poháru (Davidová, Jislová a Krčmář) nebo díky vítězství na mistrovství světa juniorů (Voborníková a Mareček) si ostatní vybojovali svoji účast (podle předem daných nominačních kritérií) na základě umístění ve dvou nominačních závodech těsně před sezónou. Podle startovních kvót mohly trenéři nasadit ještě jednu českou závodnici do celkového počtu šesti, místo toho se však rozhodli neoslabovat ženský tým pro závody v nižším IBU Cupu.
Se začátkem nového olympijského cyklu několik týmů nastoupilo v nových kombinézách – výrazně je obměnili Francouzi, ale také Norové, Finové i Češi.

### Vytrvalostní závody
Ve vlastním závodě se nejdříve držel průběžně v čele Nor Sturla Holm Laegreid, který zastřílel první tři položky čistě. Ve čtvrté však udělal dvě chyby, čímž přišel o šanci potřetí za sebou ovládnout úvodní závod sezony, když se před něj dostal Švéd Sebastian Samuelsson. Oba následně předstihl bezchybně střílející Švýcar Niklas Hartweg. Tou dobou však už Švéd Martin Ponsiluoma s celkově jedním nezasaženým terčem odjížděl z poslední střelby s čtvrtminutovým náskokem na švýcarského biatlonistu a v posledním kole náskok ještě zvýšil a zvítězil o 37 sekund. Pro Ponsiluomu to bylo tak druhé vítězství ve světovému poháru, když navázal na vítězstvíze sprintu na Mistrovství světa 2021. 22letý Hartweg zaznamenal své vůbec první stupně vítězů v rámci největšího biatlonového poháru, když předtím bylo jeho nejlepší individuální umístění 17. místo taktéž z vytrvalostního závodu z Anterselvy z ledna 2022. Třetí dojel Němec David Zobel, který o 1,6 sekundy předstihl svého krajana Romana Reese. I Zobel, který jako jediný s Hartwegem zastřílel v závodě bez chyby, vystoupal na stupně vítězů poprvé v kariéře. Nedařilo se trojnásobnému vítězi světového poháru Johannesi Thingnesi Bø, který se čtyřmi chybami dojel navzdory nejrychlejšímu běžeckému času dvanáctý. Neuspěl také obhájce celkového vítězství z předcházejícího ročníku Quentin Fillon Maillet, který skončil tři místa za ním, ani obhájci prvenství v této disciplíně Tarjeiovi Bø, který po šesti chybách na posledních dvou položkách dojel až 53. 

Z českých reprezentantů se dlouho udržoval mezi čelními závodníky Michal Krčmář. Běžel pomaleji, ale první tři střelby zvládl bezchybně. Až při čtvrté nezasáhl jeden terč a dojel třináctý. Na body dosáhl ještě se třemi střeleckými chybami Jakub Štvrtecký z 27. místa. Junior Jonáš Mareček střílel stejně jako Krčmář, ale dojel na 43. pozici. Mimo první šedesátku skončili na 66. a 68. místě Tomáš Mikyska (3 chyby) a Mikuláš Karlík (5 chyb).
Závod žen se konal za mírného větru a prakticky všechny favoritky jely v první třetině startovního pole. V polovině závodu se v čele pohybovaly Švédky – sestry Öbergovy a Linn Perssonová. Postupně se však před ně dostaly Němka Vanessa Voigtová a Norka Ingrid Landmark Tandrevoldová, které střílely všechny položky bezchybně. Tandrevoldová dojela průběžně do cíle jako první, ale o 36 vteřin ji pak předstihla Hanna Öbergová, které sice při poslední střelbě udělala jednu chybu, ale běžela po sestře Elviře nejrychleji ze startovního pole. Ve světovém poháru tak zvítězila posedmé a navázala na svá vítězství z této disciplíny na Zimních olympijskách hrách 2018 a Mistrovství světa v biatlonu 2019. Třetí skončila Italka Lisa Vittozziová, která se stupně vítězů vrátila poprvé od března 2021. Třetí bezchybná závodnice Belgičanka Lotte Lieová obsadila desáté místo. Celkem pět závodnic nezasáhlo osm terčů, mezi nimi i Slovenka Ivona Fialková, která na poslední střelecké položce mířila na špatné terče.

V červeném dresu startující obhájkyně malého křišťálového glóbu Markéta Davidová se zpočátku držela také mezi vedoucími závodnicemi. I když při první střelbě vstoje nezasáhla jeden terč, vyrovnávala to rychlým během a na ní neobvykle rychlou střelbou. Na poslední položku přijížděla jako čtvrtá, ale nedala poslední ránu. „Já bych ty poslední rány zrušila,“ komentovala to s nadsázkou v cíli. „Trošku jsem na ni čekala a možná jsem to neustála.“ Celkově skončila sedmá. Dobře jela také juniorka Tereza Voborníková, která se s bezchybnou střelbou udržovala na průběžně 14. místě. Ani ona však nezasáhla poslední terč a dojela na 22. pozici. Eliška Václavíková střílela také jen s jednou chybou, ale běžela výrazně pomaleji a dojela 39. Jessica Jislová se třemi nezasaženými terči skončila na 54. a Lucie Charvátová na 79. místě – obě tak dojely na nebodových pozicích.

### Štafety
V závodě mužů se od druhého úseku udržovala v čele norská štafeta spolu s německou. Po posledním předávce však Johannes Thingnes Bø nejen díky rychlému běhu, ale také rychlé střelbě ujel Němci Romanu Reesovi a o téměř minutu zvítězil. Za druhými Němci skončila francouzská štafeta, která si dlouho udržovala náskok před čtvrtou rakouskou štafetou, ale k druhému místu se přiblížila nejblíže na 10 sekund.

Českou štafetu rozjížděl Tomáš Mikyska, který běžel průměrně, ale musel celkem pětkrát dobíjet náhradní náboje, a tak předával na 15. místě. Michal Krčmář zastřílel obě položky čistě a zlepšil českou pozici o sedm míst. Jakub Štvrtecký pak jel také rychle, ve stoje však musel třikrát dobíjet, a proto pořadí české štafety nezlepšil. Jonáš Mareček jel rychle a dařilo se mu i střelecky –  nezasáhl celkově jen jeden terč. Posunul se na páté místo a v posledním kole se na vteřinu přiblížil ke čtvrtým Rakušanům. Půl kilometru před cílem mu však došly síly. Zpomaloval a na začátku cílové roviny jej předjel Fin Oli Hiidensalo. Mareček však dokázal ještě zrychlit, Fina předjel a v cíli byl 0,2 vteřiny před ním. Konečné páté místo bylo nejlepším výsledkem české štafety za poslední dva roky.
Ve vedení závodu žen se zpočátku střídalo Německo, Norsko, Švédsko, Itálie a Francie, ale jen s malými rozestupy. Na čtvrtou střelbu přijelo společně 8 týmů, tedy polovina startovního pole. Rozhodlo se na třetím úseku, který za Švédsko  jela  Hanna Öbergová. Ta si především rychlým během získala více než 20vteřinový náskok, který pak její sestra Elvira Öbergová udržovala a zvítězila o téměř půl minuty. O druhé místo dlouho bojovalo Norsko s Německem. Rozhodlo se až v posledním kole, kdy Němka Denise Herrmannová-Wicková předjela v posledním malém stoupání Ingrid Landmark Tandrevoldovou. Zajímavostí závodu bylo, že za Slovensko v něm starovaly dvě sourozenecké dvojice: Paulína Bátovská Fialková s Ivonou Fialkovou a Maria Remenová se Zuzanou Remenovou.

Za české reprezentantky jela první úsek Jessica Jislová, která běžela pomaleji, ale na střelnici udělal jen jednu chybu. Předávala Tereze Voborníkové jako desátá. Ta nezasáhla celkem tři terče a klesla na 13. pozici. Markéta Davidová udělala dvě střelecké chyby, ale rychlým během i střelbou posunula českou štafetu na 9. místo. Lucie Charvátová chybovala vleže dvakrát, rychle však běžela a posunula se o jedno místo dopředu. Při poslední střelbě vstoje, která ji dříve často nevycházela, však udělala jen jednu chybu a odjížděla společně s Italkou a Rakušankou. Ty brzy předjela a blížila se k Fince Erice Jankové. Přestože na ní po odjezdu ze střelnice ztrácela 22 vteřin, půl kilometru před cílem ji předjela a dovezla českou štafetu na šestém místě. V cíli byla spokojená se svou střelbou a komentoval to slovy „Já si asi poprvé v životě připadám jako právoplatný člen štafety.“

### Sprinty
Mezi prvními závodníky startoval Švéd Sebastian Samuelsson. Běžel rychle, ale při druhé střelbě udělal jednu chybu; přesto dojel do cíle průběžně první. Nor Sturla Holm Laegreid se také pohyboval mezi nejrychlejšími, ale zastřílel bezchybně a celkově byl skoro o půl minuty rychlejší. Stejně střílel Němec Roman Rees, ale jel pomaleji, a tak skončil nakonec třetí. Nejrychleji ze všech závodníků běžel trojnásobný vítěz světového poháru, Nor Johannes Thingnes Bø. I s jedním nezasaženým terčem při druhé střelbě se na všech mezičasech udržoval v čele a zvítězil o deset vteřin před Laegreidem. Ve světovém poháru zvítězil celkově již v 53. závodě, ale prvním od prosince předcházejícího roku. Po roce si také zajistil průběžné vedení v celkovém hodnocení a žlutý trikot v dalším závodě, když dosavadní vedoucí Švéd  Martin Ponsiluoma dojel 13. a v celkovém hodnocení zaostal za Norem o jeden bod.

Z českých reprezentantů byl nejlepší Michal Krčmář. Pomalu běžel, což s jednou chybou při poslední střelbě stačilo jen na 32. místo. Bezchybně střílel Tomáš Mikyska, který odjížděl do posledního kola pět vteřin před Krčmářem. V něm ale zpomalil a dojel jako 42. do cíle. Naopak Mikuláš Karlík udělal sice na střelnici dvě chyby, ale v posledním kole zrychlil, předjel 11 soupeřů a z 51. místa se probojoval do  nedělního stíhacího závodu. Do něj se naopak nekvalifikovali Jakub Štvrtecký, který dojel na 65. místě, a Jonáš Mareček, který skončil ještě o pět míst za ním.
V závodě žen si držela první místo v cíli nejdříve Italka Lisa Vittozziová. Do posledního kola sice vyjížděla jako první bezchybně střílející Kanaďanka Ema Lunderová, která ale běžela výrazně pomaleji. Obě pak předjela Rakušanka Lisa Hauserová, která k čisté střelbě přidala i rychlý a vyrovnaný běh. Toto pořadí už narušila jen další bezchybná střelkyně Švédka Linn Perssonová, která vybojovala třetí místo za Hauserovou a Vittozziovou. První místo Hauserové představovalo její čtvrté individuální vítězství ve světovém poháru, ale první po více než roce. Bodový zisk druhého místa spojený se třetím místem v předchozím závodě zajistil Vittozziové průběžné vedení v hodnocení světového poháru, když naposledy byla v takové pozici v březnu 2019. Dosavadní lídryně Hanna Öbergová po třech chybách dojela 18. Perssonová vystoupila na stupně vítězů podruhé v kariéře. Výrazně nejrychlejšího běžeckého času dosáhla její krajanka Elvira Öbergová, která však nezasáhla tři terče a dojela dvanáctá.

Češkám se oproti předcházejícímu vytrvalostnímu závodu nedařilo. Markéta Davidová opět rychle střílela, ale běžela pomaleji než v úvodním vytrvalostním závodě a především udělala dvě chyby při střelbě vstoje, aby nakonec dojela na 22. místě. Do stíhacího závodu postoupila ještě Lucie Charvátová ze 40. místa a těsně i Tereza Voborníková z 58. pozice. Jessica Jislová se třemi nezasaženými terči dojela sedmdesátá a Eliška Václavíková (1 chyba) pak o tři místa za ní.

### Stíhací závody
Do stíhacího závodu vybíhal Nor Johannes Thingnes Bø s 10vteřinovým náskokem, který v každém kole o několik vteřin navyšoval (stejně jako v předcházejícím sprintu i vytrvalostním závodě dosáhl nejrychlejšího běžeckého času ze všech závodníků). Při obou střelbách vleže první čtyři závodníci nechybovali; teprve při první střelecké položce vstoje udělali Bø i jeho krajan Sturla Holm Laegreid po jedné chybě. Odstupy mezi závodníky byly však už větší, takže bezchybný Francouz Émilien Jacquelin se pouze přiblížil k druhému místu Lagreida. K poslední střelbě přijížděl Bø s více než půlminutovým náskokem, ale nezasáhl dva terče. Jeho nejbližší soupeři však také chybovali, a tak se pořadí Bø, Laegreid a Jacquelin od druhé střelby až do cíle nezměnilo.

Michal Krčmář střílel zpočátku čistě a posunul se z 32. startovní pozice až na 17. místo. Při první střelbě vstoje však nezasáhl jeden terč a pak ještě dva a závod dokončil na 25. místě. Tomáš Mikyska udělal o jednu střeleckou chybu méně, posunul se na 32. místo, čímž si dojel pro první body ze světového poháru ve své kariéře. Mikuláš Karlík běžel nejrychleji z českých závodníků, ale nezasáhl pět terčů a dojel na 44. pozici.
V závodě žen se oproti předcházejícímu mužskému závodu měnilo pořadí hned po první střelbě: vedoucí Rakušanka Lisa Hauserová nesestřelila jeden terč a do čela se tak dostala Italka Lisa Vittozziová. Při druhé a třetí střelbě střílelo hodně závodnic čistě a i díky tomu přijížděly na poslední střeleckou položku společně čtyři biatlonistky: Italky Lisa Vittozziová a Dorothea Wiererová, Francouzka Julia Simonová a Kanaďanka Ema Lunderová. Z nich zastřílely čistě jen Simonová s Wiererovou. Francouzka však celý závod běžela výrazně rychleji a proto zvítězila. Na třetí místo se za Wiererovou propracovala nejrychlejším během v posledním kole Švédka Elvira Öbergová.

Markéta Davidová běžela v prvních třech kolech velmi rychle a čistě střílela: posunula se tím z 22. místa na páté. Nasazené tempo však v posledních dvou kolech neudržela a navíc při poslední střelbě nezasáhla jeden terč. Klesla na sedmé místo, na kterém taky dojela do cíle. Lucie Charvátová s pěti chybami dojela na 47. místě, Tereza Voborníková zasáhla o jeden terč více, ale jela pomaleji a skončila na 53. pozici.

## Umístění na stupních vítězů

### Muži
| Disciplína                 | První místo                                                                          | Výkon                                                     | Druhé místo                                                  | Výkon                                         | Třetí místo                                                               | Výkon                                                     |
| Vytrvalostní závod (20 km) | Martin Ponsiluoma                                                                    | 49:36,5 (0+1+0+0)                                         | Niklas Hartweg                                               | 50:13,7 (0+0+0+0)                             | David Zobel                                                               | 50:35,8 (0+0+0+0)                                         |
| Sprint (10 km)             | Johannes Thingnes Bø                                                                 | 23:09,0 (0+1)                                             | Sturla Holm Laegreid                                         | 23:19,5 (0+0)                                 | Roman Rees                                                                | 23:37,8 (0+0)                                             |
| Stíhací závod (12,5 km)    | Johannes Thingnes Bø                                                                 | 32:44,4 (0+0+1+2)                                         | Sturla Holm Laegreid                                         | 33:03,6 (0+0+1+1)                             | Émilien Jacquelin                                                         | 33:31,7 (0+0+0+2)                                         |
| Štafeta (4×7,5 km)         | NorskoVetle Sjåstad Christiansen Sturla Holm Laegreid Tarjei Bø Johannes Thingnes Bø | 1:19:26,2 (0+0) (0+1) (0+1) (0+3) (0+0) (0+1) (0+1) (0+0) | NěmeckoJustus Strelow Johannes Kühn Benedikt Doll Roman Rees | 1:20:10,1 (0+0) (0+2) (0+0) (0+1) (0+1) (0+2) | FrancieÉric Perrot Fabien Claude Émilien Jacquelin Quentin Fillon Maillet | 1:20:32,1 (0+0) (0+0) (0+2) (0+3) (0+0) (0+1) (0+2) (0+1) |

### Ženy
| Disciplína                 | První místo                                                             | Výkon                                         | Druhé místo                                                                            | Výkon                                         | Třetí místo                                                                                            | Výkon                                                     |
| Vytrvalostní závod (15 km) | Hanna Öbergová                                                          | 49:53,8 (0+0+0+1)                             | Ingrid Landmark Tandrevoldová                                                          | 50:30,3 (0+0+0+0)                             | Lisa Vittozziová                                                                                       | 50:33,5 (1+0+0+0)                                         |
| Sprint (7,5 km)            | Lisa Hauserová                                                          | 20:39,5 (0+0)                                 | Lisa Vittozziová                                                                       | 20:56,8 (1+0)                                 | Linn Perssonová                                                                                        | 21:03,7 (0+0)                                             |
| Stíhací závod (10 km)      | Julia Simonová                                                          | 31:13,0 (0+0+0+0)                             | Dorothea Wiererová                                                                     | 31:29,9 (0+0+0+0)                             | Hanna Öbergová                                                                                         | 31:34,7 (0+1+0+0)                                         |
| Štafeta (4×6 km)           | ŠvédskoLinn Perssonová Anna Magnussonová Hanna Öbergová Elvira Öbergová | 1:14:59,8 (0+0) (0+1) (0+2) (0+2) (0+0) (0+0) | Německo Anna Weidelová Sophia Schneiderová Vanessa Voigtová Denise Herrmannová-Wicková | 1:15:26,3 (0+0) (0+0) (0+1) (0+1) (0+0) (0+2) | NorskoKaroline Offigstad Knottenová Ida Lienová Ragnhild Femsteineviková Ingrid Landmark Tandrevoldová | 1:15:31,7 (0+1) (0+0) (0+0) (0+1) (0+0) (0+0) (0+0) (0+1) |

## Pořadí zemí
| Pořadí | Země      | 1. místo | 2. místo | 3. místo | Celkově |
| ------ | --------- | -------- | -------- | -------- | ------- |
| 1.     | Norsko    | 3        | 3        | 1        | 7       |
| 2.     | Švédsko   | 3        | 0        | 2        | 5       |
| 3.     | Francie   | 1        | 0        | 2        | 3       |
| 4.     | Rakousko  | 1        | 0        | 0        | 1       |
| 5.     | Německo   | 0        | 2        | 2        | 4       |
| 6.     | Itálie    | 0        | 2        | 1        | 3       |
| 7.     | Švýcarsko | 0        | 1        | 0        | 1       |
|        | Celkem    | 8        | 8        | 8        | 24      |